# Taiga Maekawa
Taiga Maekawa (jap. 前川 大河, Maekawa Taiga; * 13. Juni 1996 in Settsu, Präfektur Osaka) ist ein japanischer Fußballspieler.

## Karriere
Taiga Maekawa erlernte das Fußballspielen in der Jugendmannschaft von Cerezo Osaka. Hier unterschrieb er 2015 auch seinen ersten Profivertrag. Der Verein aus Osaka, einer Millionenstadt in der Präfektur Osaka, spielte in der zweithöchsten japanischen Liga, der J2 League. Von 2016 bis 2018 wurde er an den Zweitligisten Tokushima Vortis nach Tokushima ausgeliehen. Für Tokushima absolvierte er 85 Zweitligaspiele. Die Saison 2019 wurde er an den ebenfalls in der zweiten Liga spielenden Avispa Fukuoka ausgeliehen. Mit dem Club aus Fukuoka spielte er 40-mal in der zweiten Liga. 2020 kehrte er nach der Ausleihe zum mittlerweile in der ersten Liga spielenden Club aus Osaka zurück. Von Oktober 2020 bis Saisonende spielte er auf Leihbasis beim Zweitligisten Montedio Yamagata. Hier stand er Mittelfeldspieler 17-mal in der zweiten Liga auf dem Spielfeld. Nach Vertragsende in Osaka wechselte er im Januar 2021 zum Zweitligisten Giravanz Kitakyūshū. Am Ende der Saison 2021 stieg er mit dem Verein aus Kitakyūshū als Tabellenvorletzter in die dritte Liga ab.